# أوريليو لوبيز
أوريليو لوبيز (بالإسبانية: Aurelio López)‏ هو لاعب كرة قاعدة مكسيكي، ولد في 21 سبتمبر 1948 في Tecamachalco, Puebla ‏ في ولاية مكسيكو، وتوفي في 22 سبتمبر 1992 في ماتيخوالا ‏ في المكسيك بسبب حادث مرور.

## وصلات خارجية
- أوريليو لوبيز على موقع دوري كرة القاعدة الرئيسي (الإنجليزية)
- أوريليو لوبيز على موقعبيزبول رفرنس.كوم (الدوري الرئيسي) (الإنجليزية)
- أوريليو لوبيز على موقعبيزبول رفرنس.كوم (الدوري الثانوي) (الإنجليزية)
- أوريليو لوبيز على موقع إي إس بي إن.كوم (أم.أل.بي) (الإنجليزية)
- أوريليو لوبيز على موقع مشجعي الرسوم البيانية (الإنجليزية)